# Чаунлаг
Чаунла́г (Чаунский исправительно-трудовой лагерь) — лагерное подразделение, действовавшее в структуре Дальстрой.

## История
Чаунлаг создан в 1951 году. Управление Чаунлага размещалось в посёлке Певек, Магаданская область (ныне Чукотский автономный округ). В оперативном командовании он подчинялся первоначально Главному управлению исправительно-трудовых лагерей Дальстрой.

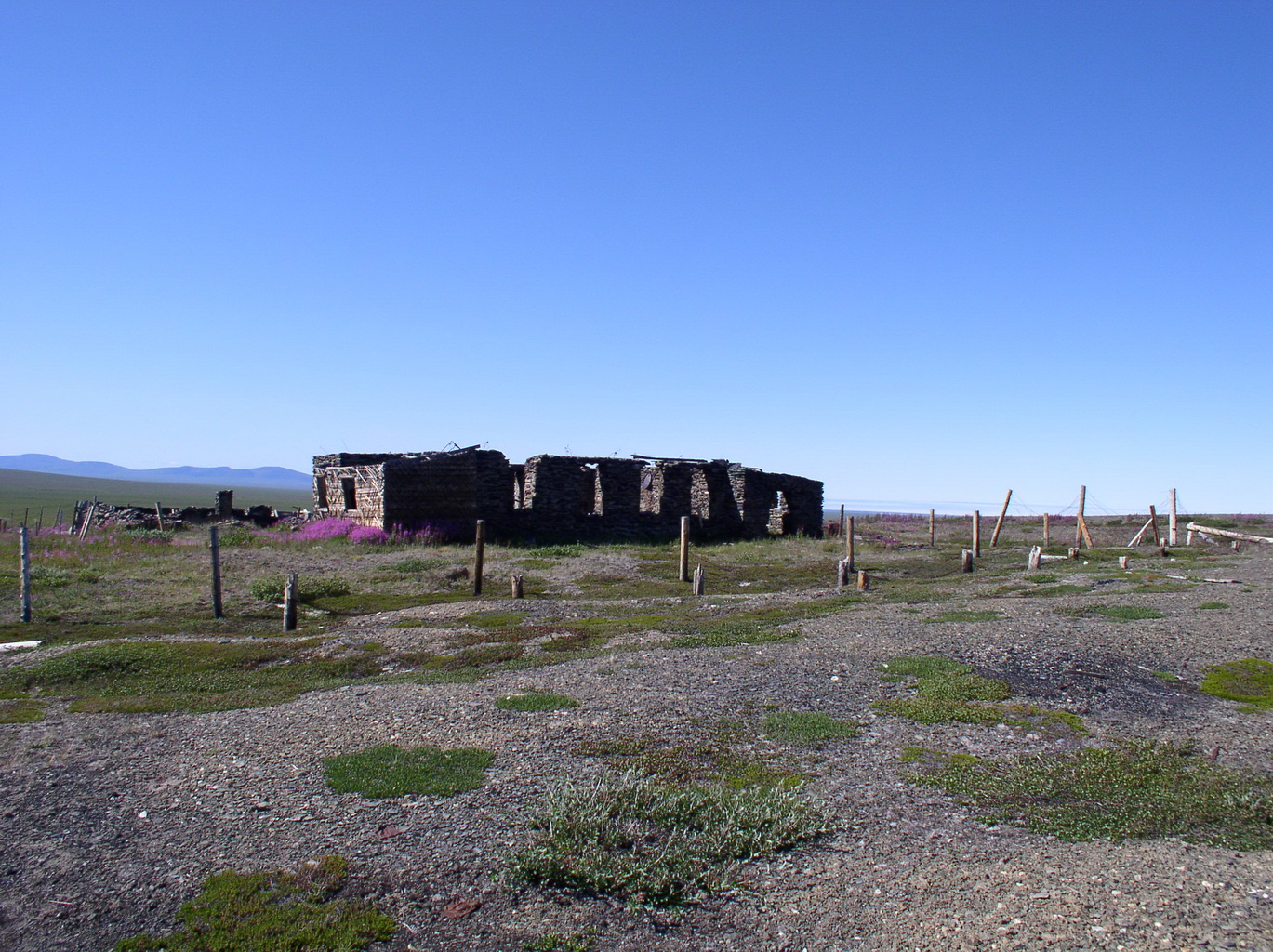
Остатки лагеря близ Певека

Чаунлаг был основан для разработки промышленного месторождения урана, обнаруженного в 1947 году партией Игоря Рождественского. Не сохранилось точных сведений, куда именно шёл урановый концентрат с Чукотки; предполагается, что он мог быть сырьём для первого серийного атомного оружия (разработка началась уже после первых испытаний). Управление лагеря находилось в посёлке (ныне городе) Певек, его отделения были расположены поблизости. Урановые лагеря Дальстроя обладали зловещей славой, поскольку суровый климат и тяжесть работ дополнялись радиоактивным излучением. Самым опасным из мест урановых разработок, судя по всему, был колымский лагерь Бутугычаг, входивший в систему Чаунлага. За недолгий период существования лагеря рядом с посёлком Северный выросло кладбище заключённых и лагерного персонала (среди них есть и детские захоронения).
Чаунлаг функционировал всего два года — с 1951 по 1953 год. Добыча урана прекратилась внезапно, и никакого планомерного сворачивания работ не было: после приказа о закрытии разработок прямо в середине рабочего дня, рудники были спешно оставлены, многое из оборудования и инструментов осталось на месте.
Единовременное количество заключённых могло достигать 11 000 человек.
Основным видом производственной деятельности заключённых были горные и строительные работы.

## Примечание
Также известен как Исправительно-трудовой лагерь Управления п/я 14.

## Начальники
- г/м Шемена С.И., (? — 22.10.1952)
- полк. в/с Ермилов Н.Н., (22.10.1952 — ?)